# My December (canción)
«My December» —en español: «Mi diciembre»— es una canción de la banda de nu metal estadounidense Linkin Park. Se incluye en la edición especial de su primer álbum de estudio Hybrid Theory.

## Sobre la canción
"My December" fue escrita por Mike Shinoda mientras la banda estaba de gira y grabado después del lanzamiento de Hybrid Theory, su álbum debut. Una de las canciones más suaves de Linkin Park, no presenta elementos de guitarra distorsionados y se lleva principalmente al piano. Se grabó originalmente para su inclusión en el CD "The Real Slim Santa" de KROQ y se presentó por primera vez en KROQ Almost Acoustic Christmas 2000.

## Disponibilidad
Aunque la canción no aparece en ningún álbum de estudio, está disponible en más discos que cualquier otra canción de Linkin Park y fue puesta a disposición por primera vez por Linkin Park en el sencillo del CD One Step Closer, junto con "High Voltage", un lado-B de Hybrid Theory.

## Remixes y covers
En 2002, se lanzó una remezcla de la canción hecha por Mickey P. y con Kelli Ali, titulada "My <Dsmbr" en el álbum de remezclas oficial de la banda para Hybrid Theory, titulado Reanimation, y fue la única canción de Linkin Park en incluir una vocalista femenina hasta 2017 cuando se lanzó Heavy con la cantante de pop estadounidense Kiiara. Otro remix de Team Sleep fue hecho para Reanimation pero fue rechazado por Mike Shinoda porque pensó que hacía que la canción se sintiera aún más "oscura". En 2003, la canción fue versionada por Josh Groban y estuvo disponible como bonus track en su álbum, "Closer".